# Resultados do Carnaval de Niterói em 2018
Nesta página estão listados os Resultados do Carnaval de Niterói em 2018. Este carnaval foi marcado pela estreia da Liga das Escolas de Samba de Niterói, a LESNIT, na gestão do carnaval da cidade, junto com a União das Escolas de Samba e Blocos Carnavalescos de Niterói. A LESNIT foi criada dois meses depois do carnaval de 2017 por 28 agremiações dissidentes da UESBCN descontentes com o resultado do carnaval anterior. Devido ao impasse, o carnaval de Niterói foi comandado por uma comissão de carnaval. Na apuração, marcado pela adoção das notas fracionadas em decimal, a Alegria da Zona Norte, escola localizada na comunidade do Bernardino, no Fonseca, conquistou o primeiro título de sua história, sendo a primeira campeã inédita na cidade desde 2012.

## Resultados

### Grupo A
| Pos | Escola                          | Pts   | Classificação ou rebaixamento        |
| --- | ------------------------------- | ----- | ------------------------------------ |
| 1   | Alegria da Zona Norte           | 199,5 | Campeã do Carnaval de 2018           |
| 2º  | Império de Araribóia            | 199,0 |                                      |
| 3º  | Sabiá                           | 198,6 |                                      |
| 4º  | Folia do Viradouro              | 198,2 |                                      |
| 5º  | Combinado do Amor               | 197,8 |                                      |
| 6º  | Souza Soares                    | 197,7 |                                      |
| 7º  | Região Oceânica                 | 197,6 |                                      |
| 8º  | Magnólia Brasil                 | 197,4 |                                      |
| 9º  | Grupo dos Quinze                | 197,1 | Zona de rebaixamento ao Grupo B 2019 |
| 10º | Mocidade Independente de Icaraí | 196,7 | Zona de rebaixamento ao Grupo B 2019 |

### Grupo B
| Pos | Escola               | Pts   | Classificação ou rebaixamento        |
| --- | -------------------- | ----- | ------------------------------------ |
| 1º  | Experimenta da Ilha  | 199,7 | Promovida ao Grupo A em 2019         |
| 2º  | Bafo do Tigre        | 197,2 | Promovida ao Grupo A em 2019         |
| 3º  | Balanço do Fonseca   | 197,0 |                                      |
| 4º  | Tá Mole Mas é Meu    | 196,8 |                                      |
| 5º  | Garra de Ouro        | 196,6 |                                      |
| 6º  | Unidos do Sacramento | 196,2 |                                      |
| 7º  | Bem Amado            | 195,6 |                                      |
| 8º  | Cacique da São José  | 195,1 |                                      |
| 9º  | Amigos da Ciclovia   | 194,9 |                                      |
| 10º | Galo de Ouro         | 167,0 | Zona de rebaixamento ao Grupo C 2019 |

### Grupo C
| Pos | Escola                   | Pts   | Classificação ou rebaixamento |
| --- | ------------------------ | ----- | ----------------------------- |
| 1º  | União da Engenhoca       | 196,8 | Promovida ao Grupo B em 2019  |
| 2º  | Tá Rindo Por Quê?        | 195,8 |                               |
| 3º  | Mocidade do Boaçu        | 195,6 |                               |
| 4º  | Unidos do Castro         | 195,5 |                               |
| 5º  | Fora de Casa             | 195,4 |                               |
| 6º  | Banda Batistão           | 193,5 |                               |
| 7º  | Grilo da Fonte           | 192,4 | Grupo de Avaliação            |
| 8º  | Unidos do Barro Vermelho | 191,4 | Grupo de Avaliação            |
| 9º  | União do Maruí           | 188,7 | Grupo de Avaliação            |

1. ↑  O Fluminense (14 de fevereiro de 2018). «Alegria da Zona Norte é a grande campeã do Carnaval de Niterói». Consultado em 19 de fevereiro de 2018. Cópia arquivada em 20 de fevereiro de 2016